# Sjoda-Kedelagebergte
Het Sjoda-Kedelagebergte (Georgisch: შოდა-კედელას ქედი, Sjoda-Kedelas kedi) is een circa 60 kilometer lang en  maximaal 20 kilometer breed oost-west-georiënteerd gebergte van de Grote Kaukasus in het noorden van Georgië. Het gebergte wordt in twee delen gesplitst door de rivier Rioni, die het door een diepe kloof doorkruist.

## Geografie
Het gebergte ligt tussen de Zekarapas (3184 m) in het oosten, in de hoofdkam van de Grote Kaukasus op de Georgisch-Russische grens in Zuid-Ossetië, en de berg Loechoenistsveri (3216 m) in het westen, waar het gebergte aansluit op het Letsjchoemigebergte. De noordelijke helling van het oostelijke deel ligt in de Russische deelrepubliek Noord-Ossetië-Alanië. Het westelijke gedeelte ligt geheel in de Georgische gemeente Oni van de regio Ratsja-Letsjchoemi en Kvemo Svaneti. De hoogste top van het gebergte is de Chalatsa (3938 m) op de grens met Rusland.
Het gebergte wordt diep doorsneden door de rivier Rioni en bestaat daarmee eigenlijk uit twee delen, Sjoda ten westen van de Rioni en Kedela ten oosten daarvan. Significante toppen in het Kedela gedeelte zijn, na de Chalatsa, de Zekara (3828 m), Sauchochi (3711 m) en Dolomisi (3226 m). In het Sjoda gedeelte is de berg Sjoda met 3609 meter boven zeeniveau het hoogste punt. Op de hoge delen boven de 3000 meter komen kleine gletsjers voor. 

## Infrastructuur
Het gebied wordt behalve bij de Rioni, niet doorsneden door wegen. Wel zijn er enkele wandelroutes die het gebergte traverseren. De vallei aan de noordzijde van het gebergte wordt ook wel Berg-Ratsja genoemd en is een toeristische bestemming voor bergwandelaars en -beklimmers met dorpen zoals Ghebi en Sjovi. De weg langs Sjovi was in de Sovjet-periode, vóór de Transkam via de Roki-tunnel in 1986 opende, een autowegpassage over de Grote Kaukasus via de 2911 meter hoge Mamisonpas. Deze route was in de 19e eeuw als Osseetse Militaire Weg aangelegd en liep van Alagir naar Koetaisi. De Mamisonpas is sinds begin jaren 1990 feitelijk gesloten.